# Johan Christian Matthias Trepka
Johan Christian Matthias Trepka (28. december 1809 i København – 25. juli 1850 ved Øvre Stolk) var en dansk officer, bror til Holten Fürchtegott Trepka.

## Uddannelse
Han var ældste søn (i andet ægteskab) af generalløjtnant Christian Trepka. Kun 8 år gammel blev
han landkadet, 16 år gammel sekondløjtnant med aldersorden fra 1823. Han gjorde tjeneste ved Sjællandske Jægerkorps, indtil han 1830 blev elev på den nyoprettede kongelige militære Højskole, hvis generalstabsafdeling han gennemgik. 1833 blev han premierløjtnant, 1834 adjoint i Generalkvartermesterstaben, 1839 divisionskvartermester og samme år kaptajn af Generalstaben. Trepka blev især anvendt ved stabens taktiske tjeneste, rekognosceringer, statistiske arbejder og lignende. Gentagne gange blev han sendt til udlandet: 1837 gennemgik han et kursus på den franske generalstabsskole, 1841 var han delegeret ved forhandlingerne om organisationen af det 10. forbundsarmékorps, og 1843 deltog han som generalstabsofficer ved den holsten-lauenborgske brigade i nævnte armékorpses manøvrer ved Lüneburg. Men 1846 trådte han ud af Generalstaben og blev major ved 13. bataljon i Fredericia. Denne bataljon kommanderede han i størstedelen af Treårskrigen, nemlig fra 23. april 1848, da kommandøren oberst Oluf Krabbe var blevet hårdt såret ved Slesvig, mens Trepka selv havde fået et strejfskud, og til sin død. Han blev oberstløjtnant i juli 1848, oberst i maj 1850. 1840 var han blevet kammerjunker og 1848 Ridder af Dannebrog.

## Under Treårskrigen
I spidsen for 13. bataljon tog Trepka del i kampene i Sundeved i dagene fra 28. maj til 5. juni 1848 og havde 30. juni endnu et sammenstød med fjenden ved Bjerning, nord for Haderslev. Allerede i disse kampe vandt Trepka sig og sin bataljon et smukt navn. I 1849 lå han på Als og kom ikke i kamp; men i 1850 rykkede han med ind i Slesvig. 13. bataljon, der hørte til brigaden Baggesen, kom allerede 24. juli i ilden, idet den blev beordret til at støtte divisionen Moltkes fremrykning over Helligbæk ved en flankebevægelse over Popholt Skov; den smukke holdning, bataljonen viste den dag, tilskrives for en stor del Trepkas personlige indgriben. 25. juli marcherede 13. bataljon sidst i hovedstyrken af divisionen Schleppegrells midterste kolonne. Trepka havde derfor grund til at tro sig sikret til alle sider, da han på marchen gennem landsbyen Øvre Stolk pludselig blev angrebet i venstre flanke af Ulrich von der Horsts brigade. Trods overraskelsen forsvarede bataljonen sig tappert, opildnet af kommandøren, der viste sig overalt, hvor faren var størst. For at komme til klarhed over situationen sprang han op på et gærde, men i samme nu sank han død til jorden, ramt af en kugle i brystet. Bataljonen måtte rømme landsbyen; men det ridderlige mod, Trepka i det kritiske øjeblik havde lagt for dagen, havde meddelt sig til hele afdelingen. Tilbagetoget udartede, som von der Horst udtalte i sin beretning om slaget, ingensteds til flugt, og da divisionens reserve under Frederik Henckel kom til, var 13. bataljon rede til at hjælpe til med at tage byen tilbage.

## Vurdering
Trepka var anerkendt som en af Hærens mest talentfulde og kundskabsrige officerer. Frederik Læssøe havde, da han var stabschef, tænkt sig Trepka som sin efterfølger, hvis han selv skulle falde. Trepkas bortgang var derfor også blandt dem, der især blev beklaget. For ham selv var døden måske snarest en befrielse. Hans medfødte tungsind, der i visse måder havde hindret hans fortræffelige egenskaber i fuldt ud at gøre sig gældende, var blevet næret ved hans hustrus sygelighed og tidlige død. 2. juni 1841 havde han ægtet Ida Louise Mathilde Falbe (født 30. juni 1822), datter af kammerherre Christian Falbe; hun blev brystsvag og døde 27. november 1849 på en sørejse, hun foretog af helbredshensyn. Deres eneste søn, Christian Trepka, født 1842, blev dødelig såret på Als 29. juni 1864. En datter var gift med maleren Carl Bloch.
Han er begravet på Flensborg Gamle Kirkegård. Der findes en Trepkasgade i både Aarhus og København, og begge er opkaldt efter J.C.M. Trepka.

## Gengivelser
Træsnit efter tegning ca. 1850 af Carl Bloch, som var gift med hans datter Alma. Litografi 1851 af Em. Bærentzen & Co., efter dette litografi af Peter Gemzøe 1853, xylografi af H.P. Hansen, 1895 m.m. Tegn. af J.V. Gertner, efter denne litografi 1870. Han er nævnt på mindestenen over de faldne ved Isted.